# Zizkaea
Genre
Zizkaea est un genre monotypique de plantes à fleurs de la famille des Bromeliaceae.

## Répartition
La seule espèce de ce genre, Zizkaea tuerckheimii, est originaire de l'île d'Hispaniola (République dominicaine et Haïti).

## Liste des espèces
Selon GBIF (30 juin 2024) :
- Zizkaea tuerckheimii (Mez) W.Till & Barfuss

## Systématique
Le nom correct complet (avec auteur) de ce taxon est Zizkaea W.Till (d) & Barfuss (d).

### Étymologie
Le nom de genre Zizkaea a été donné en l'honneur de l'Allemand Georg Zizka (d) (né en 1955), botaniste spécialiste des Bromeliaceae.

### Publication originale
- (en) Michael H.J. Barfuss, Walter Till, Elton M.C. Leme, Juan P. Pinzón, José M. Manzanares, Heidemarie Halbritter, Rosabelle Samuel et Gregory K. Brown, « Taxonomic revision of Bromeliaceae subfam. Tillandsioideae based on a multi-locus DNA sequence phylogeny and morphology », Phytotaxa, Nouvelle-Zélande, vol. 279, no 1,‎ 13 octobre 2016 (ISSN 1179-3155, e-ISSN 1179-3163, DOI 10.11646/phytotaxa.279.1.1)